# NeXTSTEP
NeXTSTEP(넥스트스텝)은 애플사의 공동 설립자인 스티브 잡스가 1985년 설립한 넥스트 사(NeXT Inc.)에서 개발한 객체 지향형 운영 체제이다. 넥스트 워크스테이션에 사용하기 위해 개발한 유닉스 계통의 운영 체제로서, 소프트웨어 개발을 마우스 조작에 의한 그래픽 방식으로 처리할 수 있는 객체 지향형 기능을 제공하므로 프로그램 개발 기간을 단축할 수 있다. 후에 랩소디(Rhapsody)를 거쳐 OS X으로 발전되었다.
넥스트스텝은 발매 당시 혁신적인 개발환경으로 사람들에게 큰 인상을 남겼다. 당시 객체지향개발 방법론과 개발도구가 생소하던 시점에 '모든것이 객체다' 다른 기치를 걸고 현재의 컴포넌트 지향적인 개발 환경과 비슷한 환경을 하였다. 당시 오브젝티브-C라는 생소한 언어를 사용함에도 불구하고 개발의 효율성으로 인하여 엔터프라이즈업계와 국방부에서 심심치 않게 사용되었다.
넥스트스텝은 현재 macOS과 iOS, tvOS, watchOS등으로 이어지고 있다.

## 기능
NeXTSTEP의 기능은 다음과 같다.
- 마하 커널 기반의 유닉스 계열 운영 체제 (BSD로부터의 소스 코드 포함)
- 디스플레이 포스트스크립트 및 윈도잉 엔진
- 오브젝티브-C 언어 및 런타임
- 일부 키트를 포함한 객체 지향 (OO) 응용 프로그램 계층
- OO 계층을 위한 개발 도구

## 역사
넥스트스텝의 미리보기 출시판은 1988년 10월 12일 넥스트 컴퓨터의 런칭과 함께 등장하였다. 최초의 완전한 출시판인 넥스트스텝 1.0은 1989년 9월 18일 출시되었다. 최신 버전 3.3은 1995년 초에 출시되었고 당시 넥스트 컴퓨터에 쓰인 모토로라 68000 계열 프로세서뿐 아니라 인텔 x86, 썬 SPARC, HP PA-RISC 기반 시스템에도 동작하였다.

## 버전
| 버전       | 출시일           | 설명                                                  |
| ---------- | ---------------- | ----------------------------------------------------- |
| 0.8        | 1988년 10월 12일 |                                                       |
| 0.8a       | 1988년           |                                                       |
| 0.9        | 1988년           | 넥스트 하드웨어만 지원하는 버전                       |
| 1.0        | 1989년           |                                                       |
| 1.0a       | 1989년           |                                                       |
| 2.0        | 1990년 9월 18일  |                                                       |
| 2.1        | 1991년 3월 25일  |                                                       |
| 2.1a       |                  |                                                       |
| 2.2        |                  |                                                       |
| 3.0        | 1992년 말        |                                                       |
| 3.1        | 1993년 5월 25일  | i486, PA-RISC, SPARC 아키텍처 지원.                   |
| 3.2        | 1993년 10월      |                                                       |
| 3.3        | 1995년 2월       | NeXTSTEP이란 이름으로 출시되었음                      |
| 4.0 (베타) | 1996년           | 오픈스텝과 애플 인수 이전의 개발자들을 위한 베타 버전 |

애플사가 NeXT를 사들인 뒤에 실질적으로 마지막 버전은 3.3까지 나와 있다.

## 참고 사항
- 1990년 최초의 웹 브라우저인 월드와이드웹이 NeXTSTEP 플랫폼에서 개발되었다.

## 같이 보기
- 오픈스텝
- 윈도 메이커
- 그누스텝 (GNUstep)